# 小野俊久
小野 俊久（おの としひさ）は、戦国時代から安土桃山時代にかけての武将。大内氏、毛利氏の家臣。

## 生涯

### 大内家臣時代
大内氏家臣の小野清資の子として生まれ、初めは小野矩資と名乗った。天文21年（1552年）6月3日、に長門国厚狭郡末益名内の30石足と鎌倉時代からの代々の証文類を父より譲られる。このことを8月13日に大内氏家臣の神代忠兼と杉重矩が大内義長に上申し、8月18日に大内義長に相続を認められた。
弘治元年（1555年）10月1日の厳島の戦いで陶晴賢が敗死して陶氏の勢力が弱まると、晴賢に父・重矩を討たれていた杉重輔は、晴賢の子の長房と貞明を討って毛利元就に通じた。この動きに対して内藤隆世は大内義長の命を奉じ、弘治2年（1556年）3月2日に重輔の屋敷を襲撃。重輔は頑強に抵抗した後に屋敷を脱し、大内義長を討ち取らんと今八幡宮に攻め寄せたが、義長の家臣らの防戦により失敗し、3月4日に防府で討たれた。この今八幡宮での合戦に俊久も参加して矢傷を負いつつも戦い、同年8月10日に大内義長から感状を与えられ、父・清資は10月27日に山城守に吹挙された。

### 毛利家臣時代
弘治3年（1557年）4月3日に大内義長が自害して大内氏が滅ぶと、小野清資と俊久は福原貞俊を仲介として毛利元就に服属し、同年8月18日に本領を安堵された。正確な年は不明だが、永禄5年以前の3月18日に、福原貞俊から「俊」の偏諱を貰い受け、名を「矩資」から「俊久」へ改めた。
永禄5年（1562年）9月3日、妻が懐妊したことを市川経好に報告し、男子の場合はもちろん、女子の場合でも所領を譲り、養子の俊賢（当時3歳で名は慶千代丸）を名代とすることを取り決めた。また同年に、俊久は天野隆重や中村就久らと共に豊前国松山城の守備に就き、の大友氏による松山城攻撃を負傷しつつも防いだ。永禄6年（1563年）1月2日に松山城籠城の功を毛利隆元に賞された。同年1月4日には福原貞俊からも籠城の労を辛労を賞され、天野隆重とよくよく相談するようにとの旨の書状を受け取る。
永禄10年（1567年）5月4日、毛利隆元の證判の旨に任せて、長門国厚狭郡末益名の本領を毛利輝元から安堵された。同年5月7日には養子の俊賢が福原貞俊の加冠を受け、俊久が筑前国の宝満山城に入場することとなったため、同年10月13日、俊賢に小野家の家督と鎌倉時代以来の代々の証文を譲与し、俊久はその後も各地を転戦した。
慶長5年（1600年）7月、関ヶ原の戦いの前哨戦として徳川家家臣・鳥居元忠の籠もる伏見城への攻撃が行われた。この戦いに毛利家からは吉川広家、小早川秀包、毛利元康、堅田元慶らが参戦しており、これに俊久も加わったが、伏見城が落城した8月1日に俊久も戦死した。
家督を譲っていた養子の俊賢は早くに死去したため、天正4年（1576年）に生まれていた実子の俊資が跡を継いだ。